# 山西黑腹菌
山西黑腹菌（学名：Melanogaster shanxiensis）是属于牛肝菌目黑腹菌科黑腹菌属的一种担子菌。该种分布于中国。